# Борське (Самарська область)
Борське — село в Самарській області. Центр Борського району.

## Географія
Село розташоване приблизно за 100 кілометрів на схід-південний схід від обласного адміністративного центру Самари, на правій притоці Потапки лівої притоки Волги Самари. На схід від села і на захід вузькою смугою вздовж річки Самара розташований національний парк «Бузулуцький бір», створений у 2008 році.
Борське є адміністративним центром Борського району, названого на честь села, та однойменної сільської громади, до складу якої також входить селище Немчанка, розташоване за 8 км на північний захід.

## Історія
Свій початок воно бере від фортеці Борська фортеця, збудованої у 1736 році неподалік від тодішнього південно-східного кордону Російської імперії з внутрішньоазіатськими степовими регіонами. Назва походить від розташованого поруч Бузулуцького лісу (рос. Бузулукский бор; «бор» — російське слово, що означає «ліс» або «ліс»). До 19 століття фортеця втратила своє військове значення, а село, зручно розташоване на торговому шляху до Оренбурга, перетворилося на місцевий центр, особливо після того, як у 1877 році повз нього пройшла залізнична лінія Самара — Оренбург. Став центром волості у складі утвореного в 1781 р. Бузулуцького повіту Уфимської губернії, з 1796 р. Оренбурзької губернії, а з 1851 р. з її утворенням — Самарської губернії.
З введенням районного поділу 16 липня 1928 року Борське стало адміністративним центром району, названого його ім'ям. З 1963 по 1965 рік район був тимчасово ліквідований.
У Червону Армію було призвано понад 800 осіб, не повернулося близько 470. У серпні-жовтні 1941 року на території району було сформовано 1183-й стрілецький полк 356-ї стрілецької дивізії. У район евакуювали Єйське військово-морське авіаційне училище. Для дітей з Білорусії, Ленінграда та інших місць відкрили дитячий будинок, який проіснував до 1954 року.

## Населення
| 1959 | 1970  | 1979  | 1989  | 2002  | 2010  | 2021  |
| ---- | ----- | ----- | ----- | ----- | ----- | ----- |
| 6618 | ↗8919 | ↗9402 | ↘9023 | ↗9190 | ↘8953 | ↘8916 |

## Інфраструктура
У селі мало місць для відпочинку, але все ж таки є. Можна піти до місцевого парку, або до алеї імені Аксакова. А ще є алея слави та місцевий стадіон, де іноді відбуваються футбольні матчі.

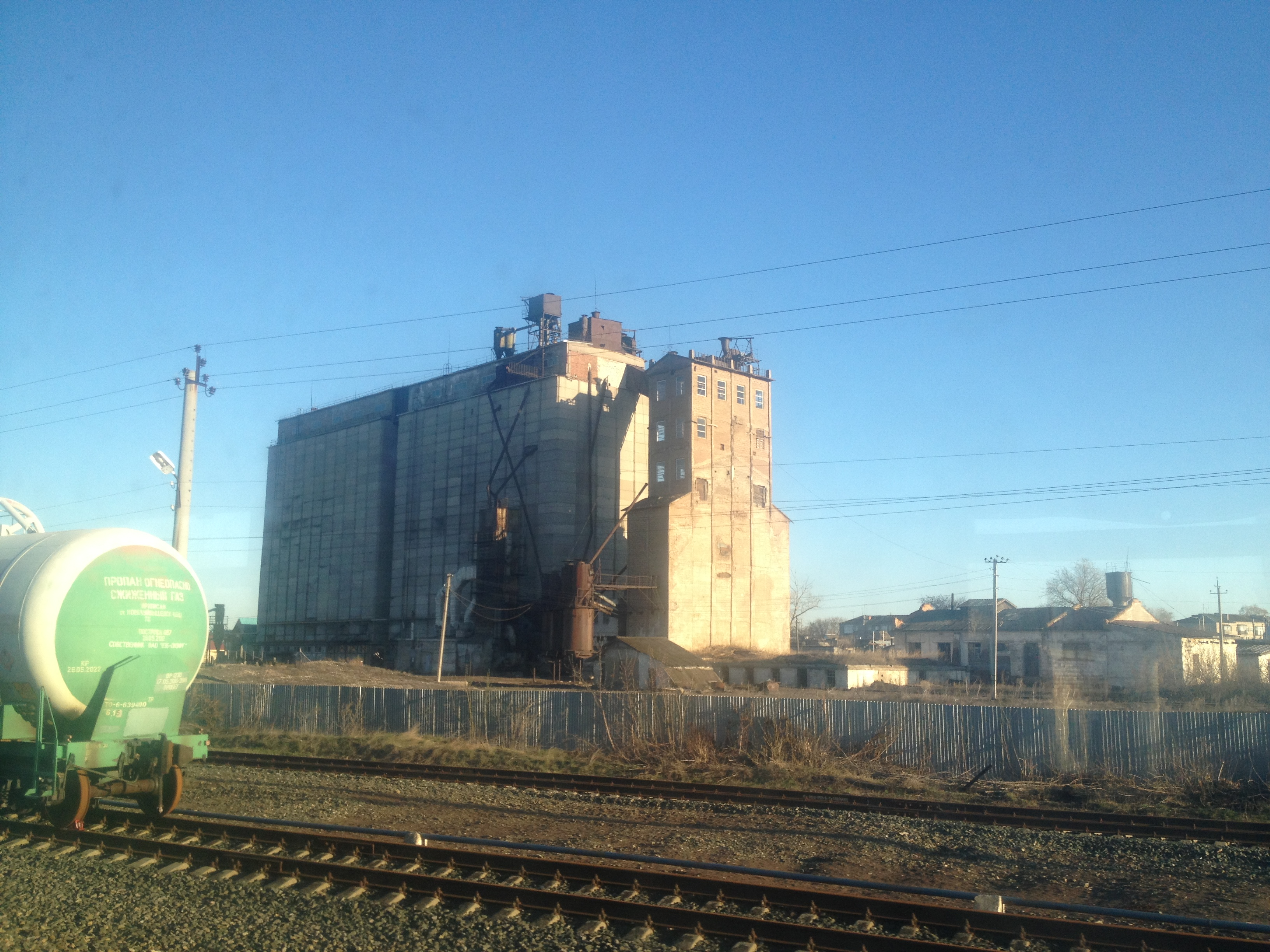
Елеватор

## Промисловість
У селі виробляють однойменну мінеральну воду (ТОВ БМВ).
- Борська повстяна фабрика
- Борський завод кованих виробів
- Борський ковбасний цех
- Харчовий комбінат
- Хлібозавод

## Транспорт
У Борському на 1217-му кілометрі лінії (Москва -) Самара — Оренбург (- Актобе — Ташкент) розташована залізнична станція Непрік (за селом за 12 км на північний схід).
Приблизно за 30 км на південь від села проходить другорядний маршрут Самара — Оренбург федеральної магістралі М5 «Урал», з яким є сполучення через регіональну дорогу. На північ від села проходить регіональна дорога 36К-848, що веде до міста Відрадний.

## Культура
- Бібліотека
- Краєзнавчий музей
- Борський районний будинок культури
- Сімейно-дозвіловий центр «Вікторія»

Функціонує народний хор російської народної пісні та народний хор ветеранів війни та праці.

## ЗМІ

### Телеканали
- Газета «Борські вісті»
- Телеканал «Борське ТБ» (мережевий партнер — Росія 1)

### Радіомовлення
- 73,04 УКХ — Радіо Росії / ДТРК Самара (Мовчить)
- 96,1 МГц — Радіо Росії / ДТРК Самара
- 98,0 МГц — Радіо Губернія

## Уродженці
- Андрєєв Микола Григорович (1915—?) — партизан Великої Вітчизняної війни, командир 2-ї Мінської партизанської бригади
- Василь Семенович Абрамов (1873—1937) — соціаліст-революціонер (есер), із селян
- Денисов Олександр Петрович (1944—2012) — білоруський радянський актор театру та кіно
- Каракін Василь Георгійович (1918—1998) — Герой Радянського Союзу
- Нємцов Павло Миколайович (1971—1995) — Герой Російської Федерації.
- Патрін Олексій Федорович (1910—1959) — Герой Радянського Союзу